# Românești (okręg Satu Mare)
Românești (węg. Patóháza) – wieś w Rumunii, w okręgu Satu Mare, w gminie Medieșu Aurit. W 2011 roku liczyła 789 mieszkańców. 